# Episodi di Unbreakable Kimmy Schmidt (quarta stagione)
La quarta ed ultima stagione della serie televisiva Unbreakable Kimmy Schmidt viene distribuita interamente su Netflix in due parti; la prima è stata pubblicata il 30 maggio 2018, mentre la seconda il 25 gennaio 2019.
| n°      | Titolo originale                      | Titolo italiano                                 | Pubblicazione USA | Pubblicazione Italia |
| Parte 1 | Parte 1                               | Parte 1                                         | Parte 1           | Parte 1              |
| ------- | ------------------------------------- | ----------------------------------------------- | ----------------- | -------------------- |
| 1       | Kimmy Is... Little Girl, Big City!    | Kymmy è una piccola ragazza in un grande città! | 30 maggio 2018    | 30 maggio 2018       |
| 2       | Kimmy Has a Weekend!                  | Kimmy ha il suo primo weekend libero!           | 30 maggio 2018    | 30 maggio 2018       |
| 3       | Party Monster: Scratching the Surface | Party Monster: In cerca della verità            | 30 maggio 2018    | 30 maggio 2018       |
| 4       | Kimmy Disrupts the Paradigm!          | Kimmy sconvolge il paradigma!                   | 30 maggio 2018    | 30 maggio 2018       |
| 5       | Kimmy and the Beest!                  | Kimmy e la Busta!                               | 30 maggio 2018    | 30 maggio 2018       |
| 6       | Kimmy Meets an Old Friend!            | Kimmy incontra una vecchia amica!               | 30 maggio 2018    | 30 maggio 2018       |
| Parte 2 |                                       |                                                 |                   |                      |
| 7       | Kimmy Fights a Fire Monster!          | Kimmy combatte con un mostro di fuoco!          | 25 gennaio 2019   | 25 gennaio 2019      |
| 8       | Kimmy is in a Love Square!            | Kimmy è in un quadrato amoroso!                 | 25 gennaio 2019   | 25 gennaio 2019      |
| 9       | Sliding Van Doors                     | Kimmy, e se fosse andata diversamente?          | 25 gennaio 2019   | 25 gennaio 2019      |
| 10      | Kimmy Finds a Liar!                   | Kimmy trova un bugiardo!                        | 25 gennaio 2019   | 25 gennaio 2019      |
| 11      | Kimmy is Rich*!                       | Kimmy è ricca*!                                 | 25 gennaio 2019   | 25 gennaio 2019      |
| 12      | Kimmy Says Bye!                       | Kimmy saluta tutti!                             | 25 gennaio 2019   | 25 gennaio 2019      |